# Rueda de Jalón
Rueda de Jalón (aragónul Rueda de Xalón) település Spanyolországban,  Zaragoza tartományban. Rueda de Jalón Tabuenca, Fuendejalón, Pozuelo de Aragón, Pedrola, Plasencia de Jalón, Urrea de Jalón, La Muela, Épila és Lumpiaque községekkel határos. Lakosainak száma 325 fő (2024).

## Népesség
A település népessége az utóbbi években az alábbiak szerint változott:
| Lakosok száma | 363  | 360  | 364  | 353  | 345  | 344  | 316  | 310  | 317  | 325  |
|               | 2001 | 2004 | 2007 | 2009 | 2012 | 2014 | 2017 | 2019 | 2022 | 2024 |